# دارلین رادمیکر
دارلین رادمیکر (انگلیسی: Darline Radamaker؛ زادهٔ ۱۶ آوریل ۱۹۹۹) بازیکن فوتبال اهل هائیتی است.
وی همچنین در تیم‌های ملی فوتبال Haiti women's national football team بازی کرده‌است.